# Thamnodynastes
Thamnodynastes es un género de serpientes de la familia Colubridae y subfamilia Dipsadinae. Incluye diecinueve especies que se distribuyen por la mayor parte de Sudamérica.
Son serpientes vivíparas, con una dentadura opistoglifa y pupilas verticales elípticas.

## Especies
Se reconocen a las siguientes especies:
- Thamnodynastes almae Franco & Ferreira, 2003
- Thamnodynastes ceibae Bailey & Thomas, 2007
- Thamnodynastes chaquensis Bergna & Alvarez, 1993
- Thamnodynastes chimanta Roze, 1958
- Thamnodynastes corocoroensis Gorzula & Ayarzagüena, 1996
- Thamnodynastes dixoni Bailey & Thomas, 2007
- Thamnodynastes duida Myers & Donnelly, 1996
- Thamnodynastes gambotensis Perez-Santos & Moreno, 1989
- Thamnodynastes hypoconia (Cope, 1860)
- Thamnodynastes lanei Bailey, Thomas & Da Silva, 2005
- Thamnodynastes longicaudus Franco, Ferreira, Marques & Sazima, 2003
- Thamnodynastes marahuaquensis Gorzula & Ayarzagüena, 1996
- Thamnodynastes pallidus (Linnaeus, 1758)
- Thamnodynastes paraguanae Bailey & Thomas, 2007
- Thamnodynastes ramonriveroi Manzanilla & Sánchez, 2005
- Thamnodynastes rutilus (Prado, 1942)
- Thamnodynastes sertanejo Bailey, Thomas & Da Silva, 2005
- Thamnodynastes strigatus (Günther, 1858)
- Thamnodynastes yavi Myers & Donnelly, 1996